# 阿伦内拉

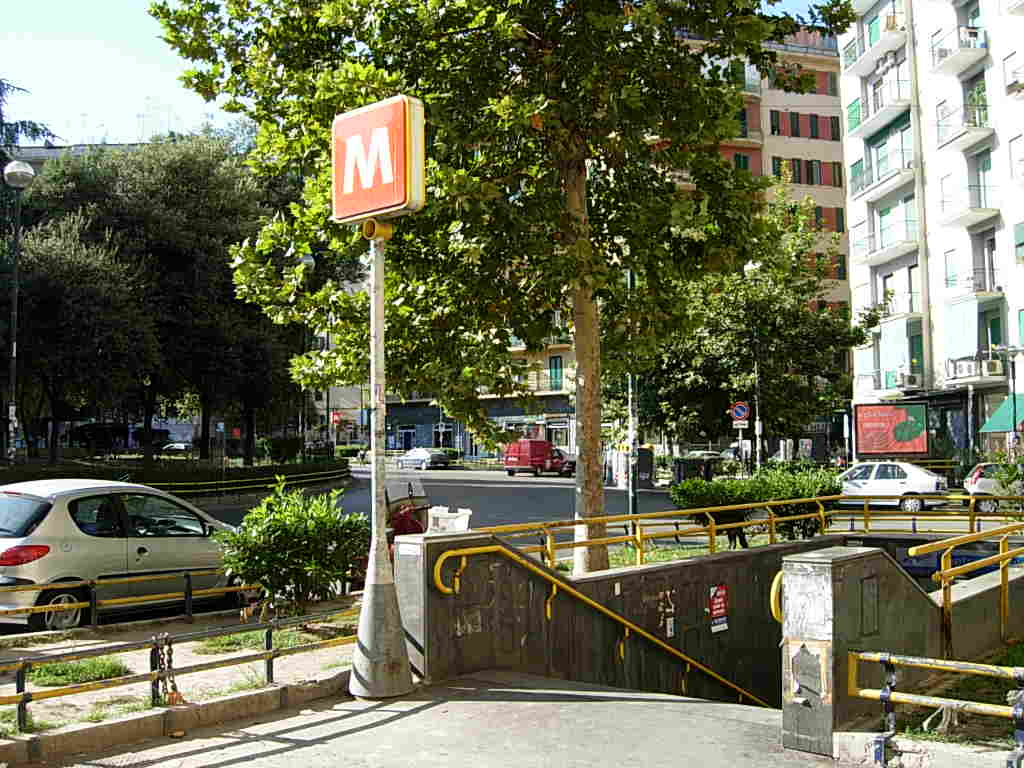
金质奖章地铁站（Medaglie d'Oro）

阿伦内拉（Arenella）是意大利南部城市那不勒斯的一个区 位于海拔300米的沃梅罗山上。许多年前被认为是一个"摆脱这一切"的地方。 它靠近城市的主要医院区，地势更高一些，在去嘉玛道理会隐修院的路上。这里有一些历史景点，如吉安巴蒂斯塔·德拉·波尔塔（Giambattista della Porta）的工作室。